# Каналийски манастир
Каналийският манастир или Карийският манастир (на гръцки: Ιερά Σταυροπηγιακή Μονή των Κανάλων) е ставропигия която се намира на 820 м надморска височина на/по пътя Кария – Лептокария в планината Олимп. Настоящата манастирска сграда е издигната през XVII век, но има сигурни сведения че манастирът е по-стар и изграден в периода IX-XI век. Името си носи от красивите природни „потоци/канали“ около него или се кръщава по близкото му село Кария.
Католиконът му е посветен на Рождество Богородично, гробищната църква – на Вси светии, а параклиса му – на Свети Димитър. Манастирът е обявен през 1903 г. за ставропигия на Вселенската патриаршия, но през 1930 г. е изоставен и опустява. Предходно е бил мъжки, но след възстановяването му от 2001 г., т.е. през XXI век, е вече женски.
Най-старите фрески в католикона му датират от XVII век. 